# Centzon Totochtin

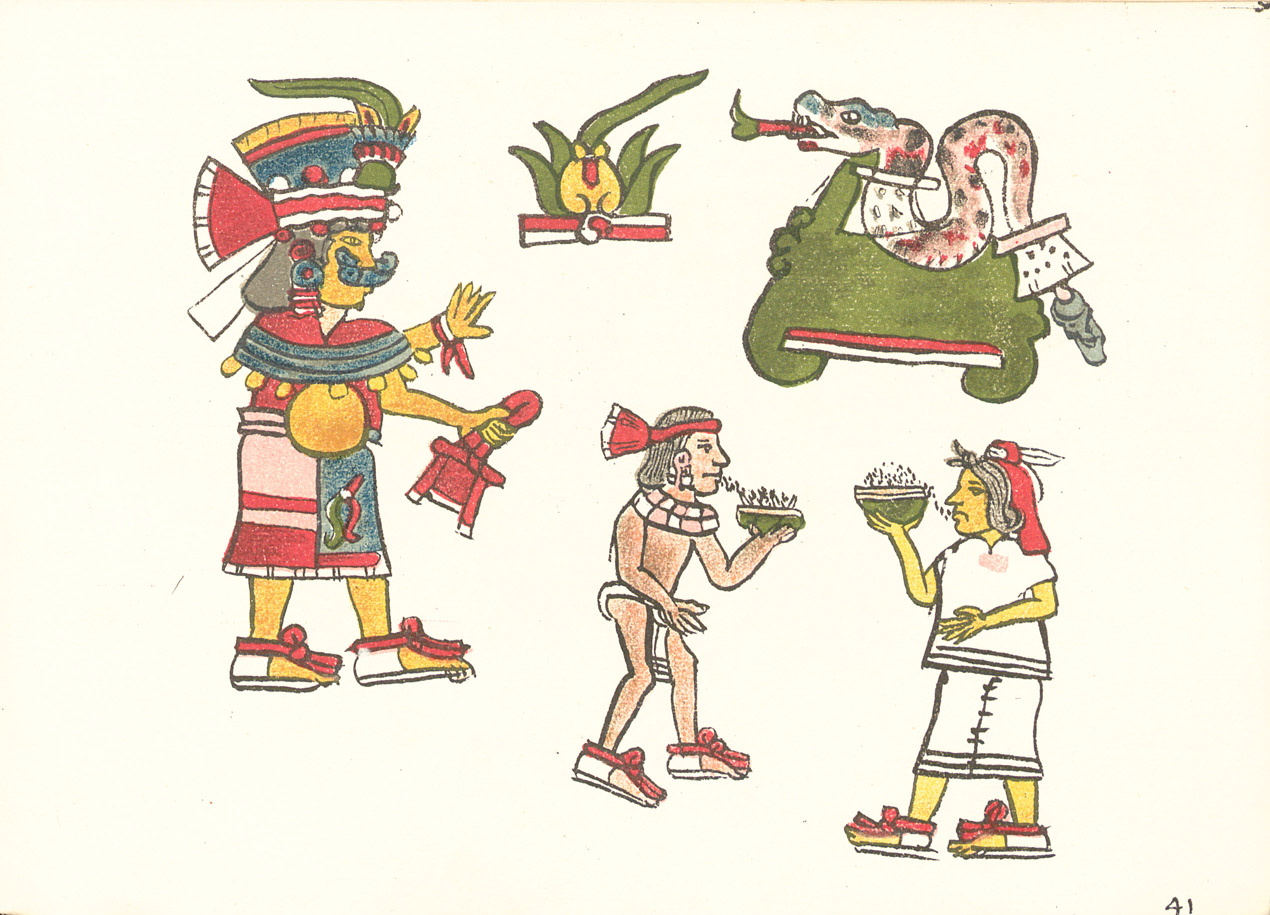
Centzon Totochtin descritos en el Códice Magliabechiano.

Los Centzon Totochtin (del náhuatl: Sentsontotochtin ‘cuatrocientos conejos’‘sentsontli, cuatrocientos; totochtin, conejos’) en la mitología mexica son los 400 espíritus o 400 dioses menores del pulque, de la embriaguez, de los borrachos.
Hijos o hermanos de Pahtécatl, el dios del pulque y Mayáhuel, la diosa del maguey o agave. Los colores rojo y negro eran distintivos de los 400 dioses de los borrachos, y se les relaciona con el sueño y el despertar, con la ofuscación y la lucidez, con la muerte. De entre ellos se mencionan los siguientes:
- Acolhua (del náhuatl: Ahkolwah ‘el que tiene hombros’‘ahkolli, hombro; -wah, que tiene’).
- Colhuantzíncatl (del náhuatl: Kolwahkantsinkatl ‘morador de Colhuacan’‘Kolwahkantsinko, lugar de Colhuacan o montaña curva; -katl, morador de’).
- Cuatlapanqui (del náhuatl: Kwatlapanki ‘el abrecabezas’‘kwaitl, cabeza; tlapana, romper; -ki, el que hace’).
- Chimalpanécatl (del náhuatl: Chimalpanekatl ‘morador de Chimalpán’‘Chimalpan, Chimalpán; tekatl, morador de, habitante de, persona de’).
- Izquitécatl (del náhuatl: Iskitekatl ‘morador de Izquitlán’‘Iskitlan, Izquitlán; tekatl, morador de, habitante de, persona de’).
- Ometochtli (del náhuatl: Ometochtli ‘dos conejo’‘ome, dos; tochtli, conejo’).
- Papáztac (del náhuatl: Pahpastak ‘el enervado’‘pachtli, enervar’).
- Teatlahuiani (del náhuatl: Teatlawiani ‘el ahogador’‘te, alguno; atlawia, ahogar; -ni, el que hace’).
- Tepoztécatl (del náhuatl: Tepostekatl ‘morador de Tepoztlán’‘Tepostlan, Tepoztlán; tekatl, morador de, habitante de, persona de’).
- Tequechmecaniani (del náhuatl: Tekechmekaniani ‘el ahorcador’‘te, alguno; kechtli, cuello; mekatl, mecate; mekaniani, el que cuelga’).
- Tezcatzóncatl (del náhuatl: Teskatsonkatl ‘cabellos de espejo’‘teskatl, espejo; tsontli, cabellos’).
- Tlaltecayohua (del náhuatl: Tlaltekayowa ‘tierra que cae’‘tlalli, tierra; tekayowa, caer rodando’).
- Tlilhua (del náhuatl: Tlilwah ‘el que tiene tinta negra’‘tlilli, tinta negra; -wah, que tiene’).
- Tomiyauh (del náhuatl: Tomiyaw ‘nuestra espiga de maíz’‘to-, nuestro; miyawatl, espiga de maíz’).
- Toltécatl (del náhuatl: Toltekatl ‘morador de Toltitlán’‘Toltitlan, Toltitlán; tekatl, morador de, habitante de, persona de’).
- Yauhtécatl (del náhuatl: Yawtekatl ‘morador de Yauhtlán’‘Yawtlan, Yauhtlán; tekatl, morador de, habitante de, persona de’).